# 캐넌
캐넌(영어: cannon 캐넌[*] (흔히 ‘캐논’으로 오기), 프랑스어: canon 카농[*],독일어: kanone 카노네[*])은 대포의 한 형태로, 보통 외관이 거대하며 길고, 발사하기 위해서는 화약이나 다른 폭발성 물질을 사용한다. 캐넌의 구경, 사거리, 기동력, 발사 속도, 발사각, 화력은 제각각이다. 캐넌의 각기 다른 형태와 이런 정도의 차이는 전투지에서의 사용 계획에 따라 조화되고 균형을 잡을 수 있다. "캐넌"이라는 말은 여러 말에서 유래되었는데, 원래의 뜻은 보통 “관”, “지팡이”, “리드” 등으로 해석될 수 있다. 현대에 "캐넌"이라는 말은 "모르타르"(Mortar, 박격포)나 "호이처"(Howitzer, 곡사포)처럼 특정 무기를 가리키는 경우 외에 광범위하게 대포를 가리키지는 않으며, 그런 표현은 보통 "건"(guns)이나 "아틸러리"(artillery)라는 말로 대신되고 있다.
캐넌의 시초는 중국 송나라에서 처음 사용된 화포이며, 최초의 화약 무기 중 하나였다. 이는 시간이 지남에 따라 구식 공성 무기들을 대체하기 시작했다. 최초의 핸드 캐넌은 1260년에 중동에서 맘루크와 몽골군 사이에 있었던 아인 잘루트 전투 당시 등장한 화총이다. 유럽 최초의 캐넌은 13세기 국토 수복 운동 때 이베리아에서 사용된 것으로 보인다. 영국의 캐넌은 백년 전쟁 당시 1346년의 크레시 전투 때 처음 개발되었다. 중세 동안 캐넌은 표준 규격화되었고, 병사 공격과 공성 양쪽 모두 매우 효과가 있었다. 중세 이후에는 가볍고 기동성 있는 캐넌들의 편리함으로 인해 크고 육중한 캐넌들이 도태되었다. 덧붙이자면, 새로운 기술과 전술이 개발되고 대부분의 방어 수단들이 무력화됨에 따라 대포의 포격과 공성 전술을 견디는 데 특화된 새로운 축성법인 성형요새가 등장하게 된다.
캐넌은 해전의 모습도 새로이 변모시켰다. 특히 그 중에서도 영국 해군은 화력에 강점을 가지고 있었다. 강선이 보편화되면서 캐넌의 정확성 또한 크게 개선되었고, 치명적인 성능을 가지게 되었고, 이것은 특히 보병대에게 치명적이었다. 제1차 세계 대전 당시, 전사 원인의 태반이 캐넌에 의한 것이었다. 캐넌은 제2차 세계 대전에서도 광범위하게 사용되었다. 현대의 대포들은 미사일로 대체된 전함의 육중한 주포를 제외하면 대부분 2차대전 때 사용된 캐넌과 비슷하다. 특히 기관포(오토캐넌)는 2차대전 때의 것과 거의 동일하다.

## 어원과 용어
Cannon(카논 또는 캐논 또는 캐넌)은 〈커다란 관〉을 뜻하는 고대 이탈리아어 단어 cannone에서 파생된 말이고, cannone는 라틴어 canna에서 온 말이다. 이것은 또 그리스어의 〈막대〉나 〈갈대〉를 뜻하는 kannē에서 온 말인데, 막대나 갈대 뿐만 아니라 속이 비어 있는 관처럼 생긴 물체들을 광범위하게 의미하는 말이다. 그리고 이 말은 궁극적으로 아카드어의 〈관〉이나 〈갈대〉를 뜻하는 낱말 qanu에서 비롯된 것이다. 그 뒤 이 단어는 1326년부터 이탈리아에서, 1418년에서는 잉글랜드에서 대포를 가리키는 말이 되었다. cannon이라는 단어는 단수이기도 하고 복수이기도 하다. 하지만 복수형 cannons도 맞는 말이다.
〈건〉(gun)은 엄밀히 따지면 발사체를 높은 속력과 상대적으로 낮은 각도로 발사하는 대포, 직사포를 가리킨다. 건은 군함에서 광범위하게 이용되었고, 야전포로도 널리 운용되었다. 〈캐넌〉이라는 용어는 발사 속도가 빠른 현대의 건인 기관포에 적용되기도 한다. 기관포는 제2차 세계 대전 이래 전투기에 광범위하게 사용되었고, 때때로 육상 차량에서도 이용된다.

## 캐넌의 역사

### 초기 역사

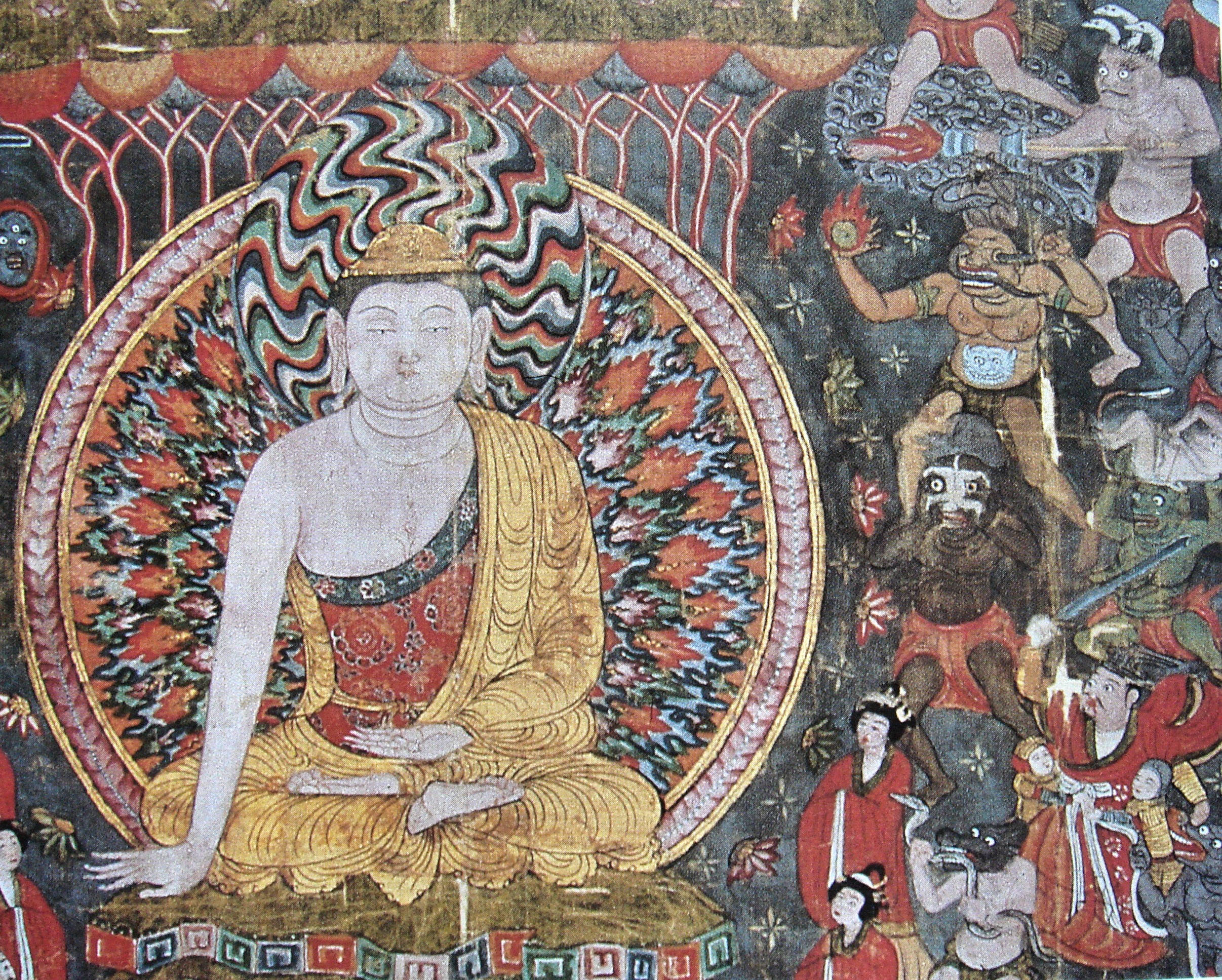
10세기에 그려진 둔황의 불화. 화약 무기를 최초로 묘사한 것으로 알려져 있다.

최초의 캐넌은 기원전 3세기에 알렉산드리아의 크테시비우스에 의해 발명되었다고는 하지만, 화약으로 작동하는 것은 아니었다. 크테시비우스의 기록이 몽땅 소실되었기 때문에 이 원시적 발명품에 대해서는 거의 알려져 있지 않다. 그러나 비잔티움의 필로스의 기록에 의하면, 이 캐넌은 압축 공기를 사용해서 작동시켰다고 한다. 화약으로 작동하는 최초의 캐넌은 중국에서 발명된 화포이다. 여타 소형 화기처럼 화포도 중국의 무기인 화창의 후예인데, 이는 화약을 채운 대롱을 창 끝에 매달고 화염방사기처럼 사용한 것이다. 안에는 유산탄을 넣어, 발사될 때 불꽃과 함께 날아가게 하였다. 시대가 지나면서 종이와 대나무로 만들었던 화창의 대롱은 금속제로 대체되었다. 화염 방사식 화포들이 발사체를 발사하는 화포로 어느 시점부터 대체되기 시작했는지에 대해서는 논란이 있는데, 이는 방화나 폭발 작용을 하는 물질로서 화약이 흔하게 사용될 정도로 대체되었다는 것을 뜻하기 때문이다. 화포에 대한 최초의 묘사는 12세기에 만들어진 것으로 추정되는 쓰촨의 동굴에서 발견된 조각에 있는데, 불꽃과 공을 뿜어내는 꽃병 모양의 사석포를 들고 있는 모습이 그려져 있다. 현존하는 가장 오래된 화포는 1288년에 만들어진 포구 직경이 2.5 cm(1인치)인 화포이며, 두 번째로 오래된 화포는 1322년에 만들어진 것으로 포구 직경이 10.5 cm(4인치)이다.

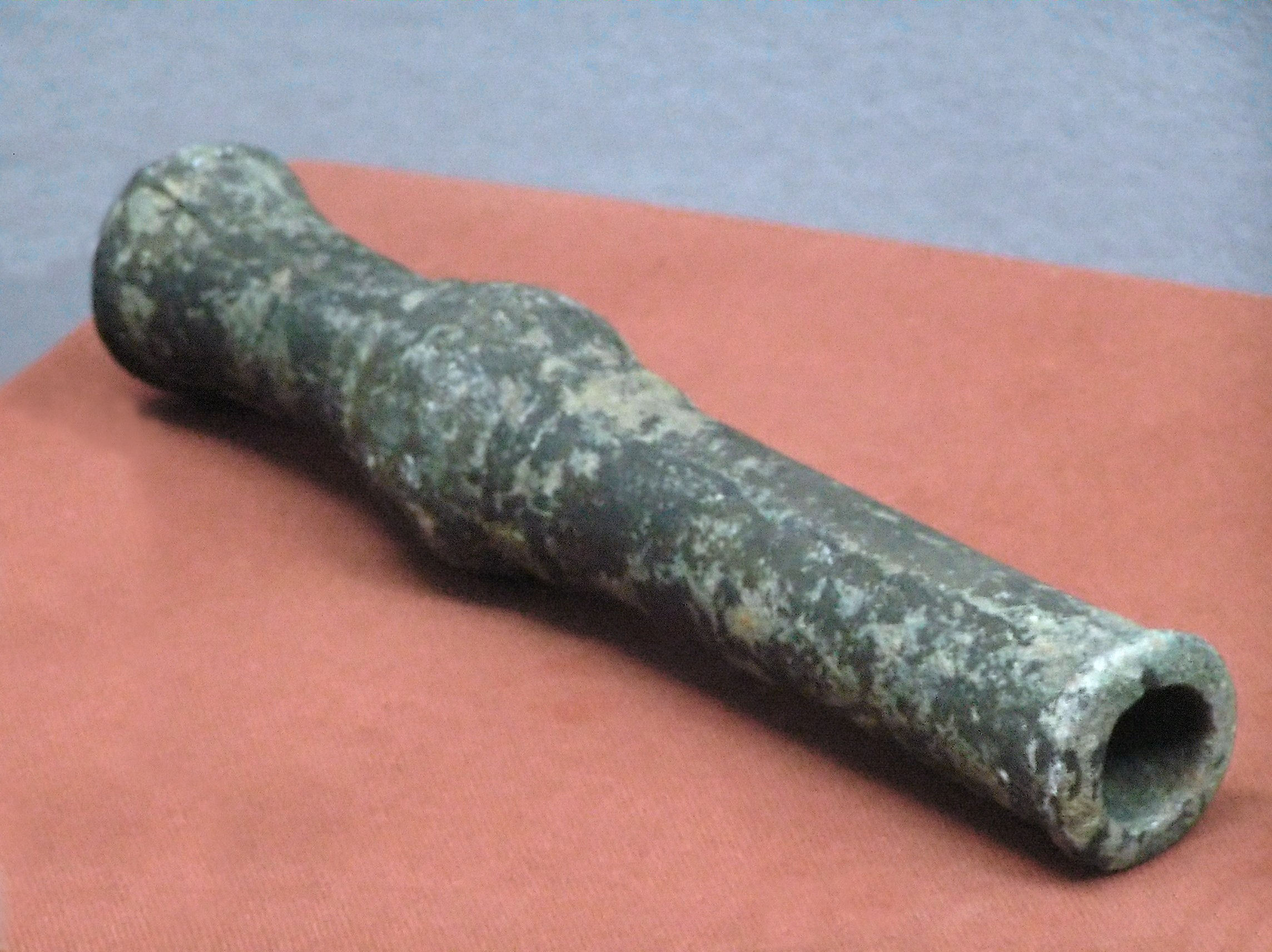
최초의 핸드 캐넌으로 일컬어지는 몽골 제국 원 왕조(1271년~1368년)의 화총

전장에서 화약 무기가 사용되었다는 최초의 기록은 1132년 1월 28일, 송나라의 장성 한세충이 복건성을 점령할 때 사용했다고 한다. 캐넌을 그린 최초의 묘사는 1326년에 그려진 것이다. 장현은 1341년에 포알이 포구에서 발사되면 〈사람이나 말에게 직격하면 심장이나 갈비가 터지고, 이것을 한번에 여러 사람에게 할 수 있다〉고 자신의 시에 썼다.
조셉 니덤은 《화룡경》에서 묘사하는 원시적 포탄이 포탄 중 최초의 것일 수 있다고 제안했다. 또한 중국인들은 몽골의 외침을 막기 위해 도합 3,000여개의 청동포와 철포를 만리장성에 설치했다. 이후 화포는 몽골의 지배 세력과 고려에 전파되었다. 원나라 치하의 중국 군인들은 1288년 만주 지방에서 치른 전투에서 화총을 사용한 것으로 밝혀졌는데, 시대는 전투지에서 발견된 고고학적 발견물로 추론된 것이다.
1593년의 평양 전투에서는 4만여명의 명군이 일본군에게 포격을 가하기 위해 갖가지 종류의 화포를 배치했다. 두 군대의 세력이 비슷하였음에 불구하고, 일본군은 명군의 우세한 화력 때문에 한 순간에 패배하였다. 임진왜란에서 조·명 연합군은 육전과 해전 양쪽에서 광범위하게 화포를 사용했다.

### 이슬람 세계

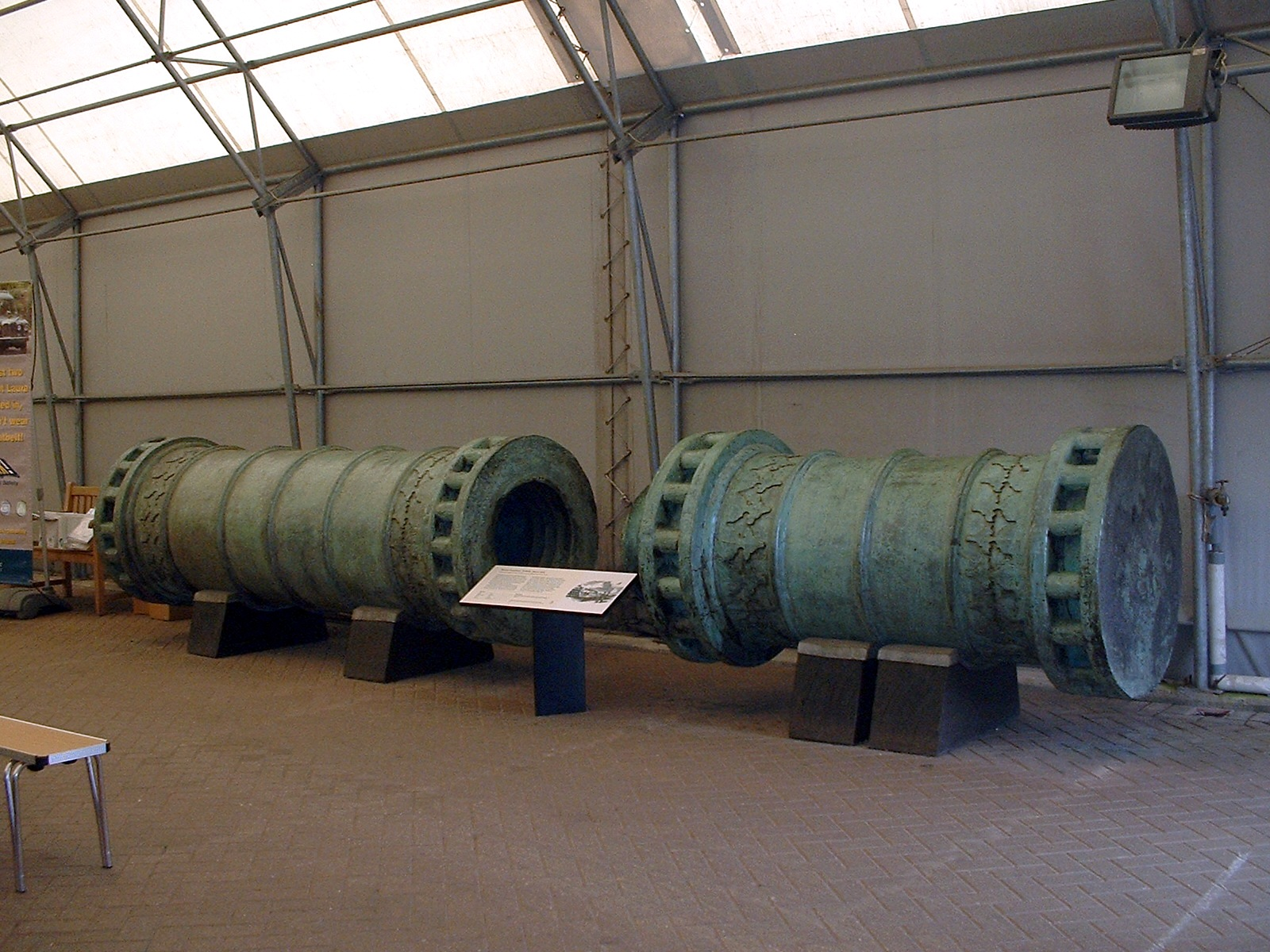
1464년, 오스만 제국의 거대 사석포 다르다넬스 건.

아흐마드 알-하산은 1260년의 아인잘루트 전투 때 맘루크가 몽골군에게 맞서, 중국과 유럽에는 그 때까지 알려지지 않았던 폭발하기에 가장 이상적인 화약과 거의 동일한 화약을 사용한 〈사상 최초의 캐넌〉을 사용했다고 주장한다. 그러나 알람 칸(Iqtidar Alam Khan)은 오히려 이슬람 세계에 화약을 들여온 것이 침략해 온 몽골군이라는 것을 확언하면서, 맘루크가 자기 군대 내의 초기 소총병들을 반대한 것을 인용하며 이를 화약 무기가 중동의 개방적인 수용 분위기와 꼭 만났던 것은 아니라는 예로 들었다.
흔히 그레이트 터키 봄바드라고 불리는 69기의 초대형 사석포는 메메드 2세의 군대가 1453년에 콘스탄티노플을 함락시킬 때 사용했던 것이다. 이 거포는 우르반이라는 스웨덴 기사가 만들어 우르반이라고도 부르는데, 너무 무거워 이 포를 운반하기 위해 도로와 다리를 보수공사했으며, 하루 이동거리는 겨우 4킬로미터였다. 또한 포 자체의 가열로 인해 하루에 7발만 쏠 수 있었다. 이런 류의 캐넌들은 묵직한 석제 포탄을 1마일 밖으로 쏘아 보낼 수 있었고, 발사할 때의 폭음은 10 마일(약 16 킬로미터) 밖에서도 들렸다고 한다. 앵글로-터키 전쟁 중의 다르다넬스 작전 때 사용되었다고 다르다넬스 건이라고도 불리는 거대 사석포는 청동으로 주조해 앞쪽 포신과 포미의 두 부분으로 만들어졌다. 이 두 부분의 무게를 합하면 18.4 톤에 달했다. 두 부분의 조립은 지렛대를 사용해 비틀어 죄었다.
이슬람 세계에서 발명된, 보병을 살상하는데 특화된 다른 무기가 최초의 기관포이다. 이것은 16세기에 무굴 제국의 악바르 대제를 위해 일하던 페르시아-인도계 전문가이자 기계 공학자인 파툴라 쉬라지가 발명했다.

### 근세 시대

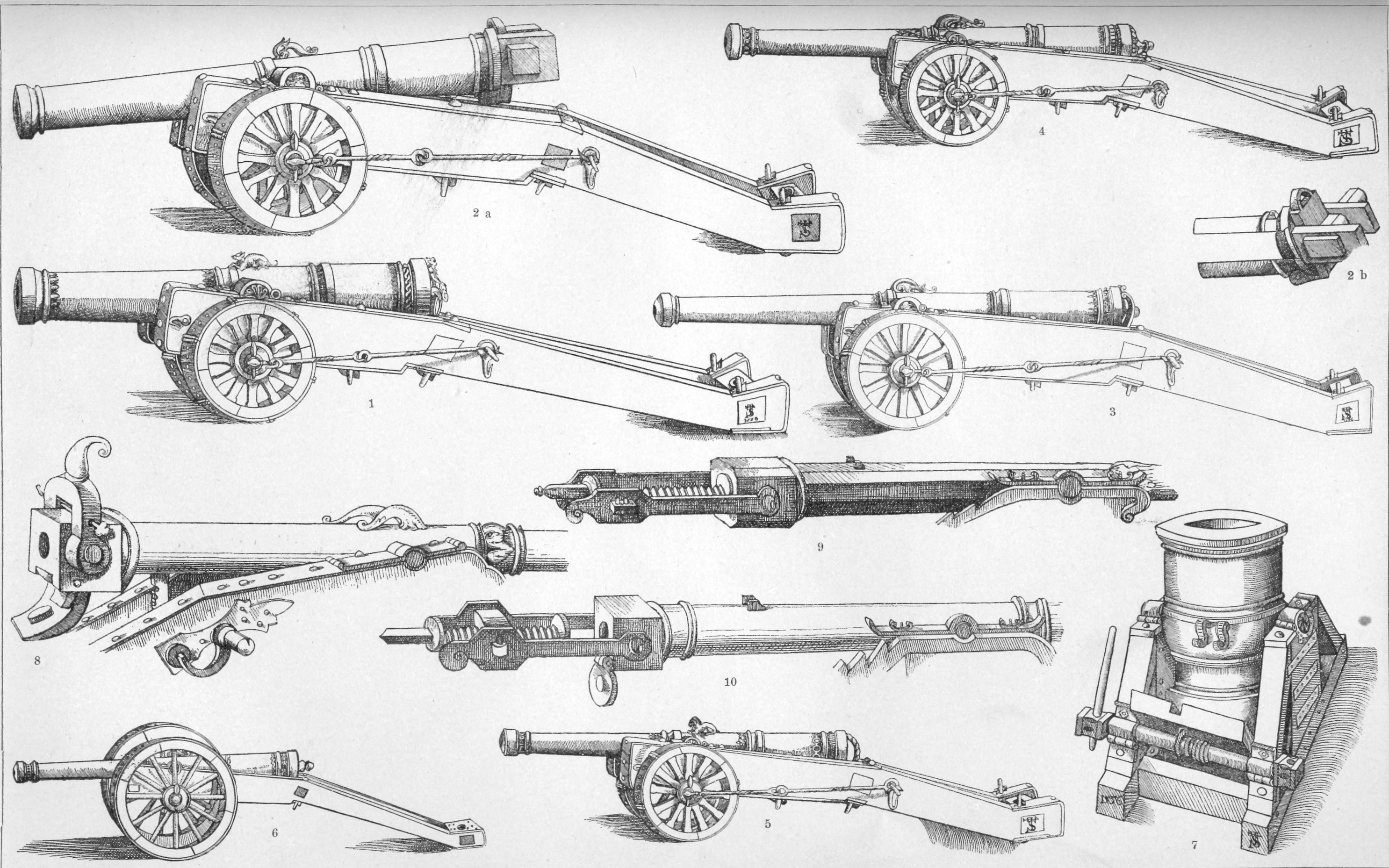
16세기에 사용된 대포들. 캐넌, 컬버린, 팔코네트, 모르타르 등이 보인다.

1500년대, 캐넌들의 길이와 구경은 매우 다양해졌지만, 일반적 규정은 포신의 길이나 사거리였다. 이 시기에 만들어진 일부 캐넌들은 10 피트(3 미터)라는 엄청난 길이의 포신을 가지고 있었고, 무게는 20,000 파운드(9,100 kg)까지 나갔다. 그 결과, 수백 야드 밖까지 포탄을 발사하기 위해 대량의 화약이 필요해졌다. 유럽의 군주들은 혼란을 줄이기 위해 캐넌을 분류하기 시작했다. 프랑스의 앙리 2세는 캐넌의 크기를 6가지로 정했지만, 다른 나라들에서는 몇가지를 더 정했다. 에스파냐에서는 12가지로 분류했고, 잉글랜드는 16개였다. 또한, 이 시기에 더 성능이 좋은 화약이 개발되었다.

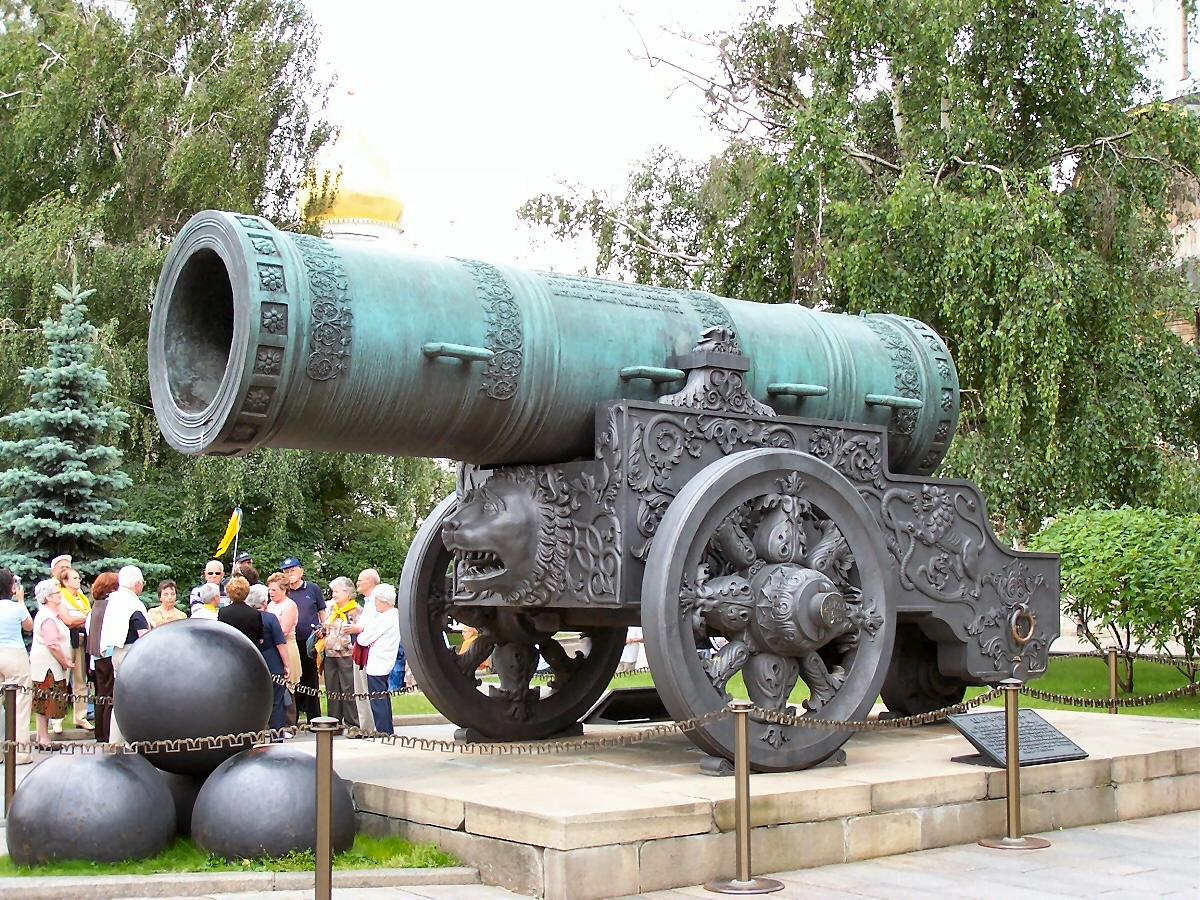
차르 캐넌. 사상 최대의 곡사포로, 안드레이 체호프가 주조한 것이다.

중세 시대의 종말은 보다 크고 강력한 캐넌의 개발은 물론, 세계 전역으로의 확산을 불러왔고, 공성탑, 트레뷰셋 등의 공성 무기들은 사용이 적어졌으며, 화약시대에는 목제의 "battery-towers"가 공성탑과 비슷한 기능을 하게 된다. 이것은 1552년의 카잔 공성전에서 사용되었는데, 열개의 대구경 캐넌과 50개의 불쏘시개를 탑재할 수 있었다. 이 시기의 전쟁에서 캐넌에 의한 주목할 만한 효과는 종래의 축성술에 변화가 온 것이다. 니콜로 마키아벨리는 〈아무리 두꺼워도 대포가 며칠 안에 파괴하지 못할 벽은 없다〉고 했다. 캐넌으로 인해 성이 바로 쓸모없게 된 것은 아니지만, 전쟁터에서의 사용과 비중은 급격히 쇠퇴하기 시작했다. 새로이 만들어지는 요새들은 위풍당당한 탑과 총안 대신, 두껍고 각지고 비탈진 벽과 낮고 뚱뚱한 방어탑을 가지게 된다. 이런 새로운 방어시설들은 그 독특한 모양으로 인해 〈성형요새〉("star fort")라고 불리었다. 성형요새는 곧 유럽의 성채들을 대체했고, 이는 아메리카 대륙에서도 마찬가지였다.

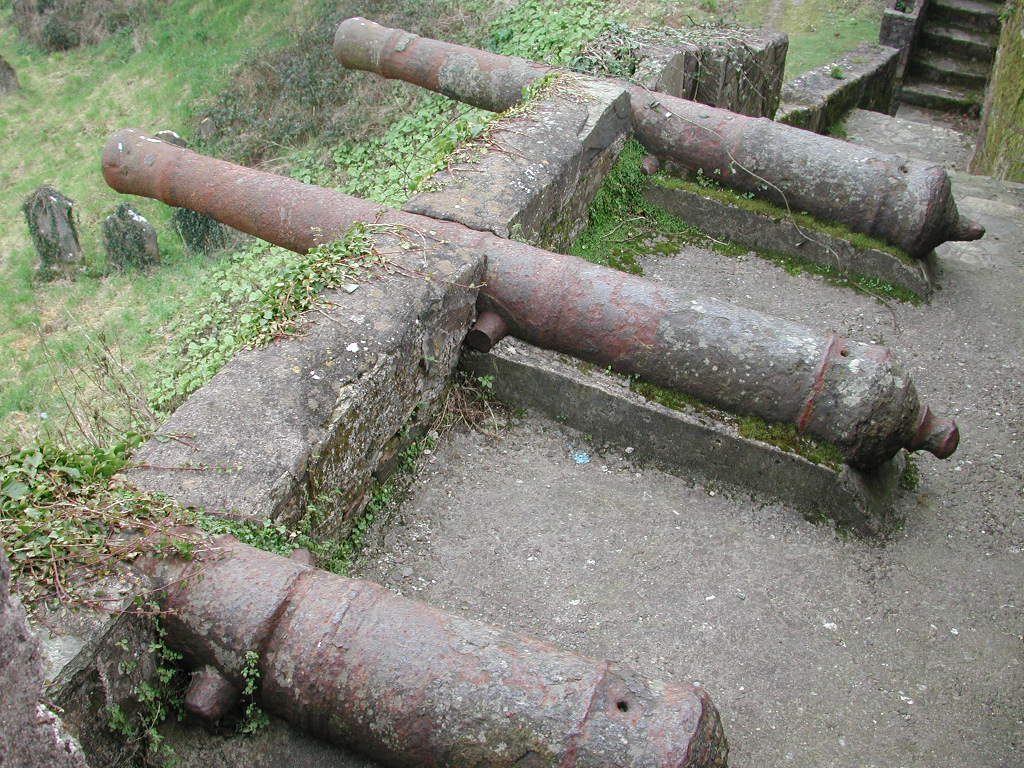
성곽도시의 방어벽 위에 설치되어 있는 중세 후기 대포의 잔해.

15세기가 끝날 무렵, 여러 가지 기술의 발전으로 캐넌의 기동성이 향상되었다. 바퀴 달린 포가와 포이가 흔해졌고, 더 나아가 앞차의 발명은 대포의 수송을 용이하게 하였다. 그 결과, 야전포가 등장했으며 또 실용화되고, 거대한 캐넌과 함께 공성에 사용되기 시작했다. 화약의 발달과 주철을 사용한 발사체의 진보, 그리고 구경의 표준화는 상대적으로 작은 캐넌도 효과적으로 살상을 할 수 있다는 것을 뜻했다. 마키아벨리는 《전쟁의 기술》(Dell'arte della guerra)에서 〈화승총과 소형 대포가 묵직한 대포보다 더 치명적인 것은 사실이다〉고 했다. 그 실례로, 1513년의 플로덴에서 잉글랜드군의 야포는 스코틀랜드군의 공성 대포를 능가했다. 그러나, 기동성이 향상되었다고는 하지만 캐넌은 여전히 군대의 다른 부대보다 훨씬 느렸다. 캐넌은 23마리의 말을 필요로 했고, 컬버린은 운반에 아홉 마리의 말을 필요로 했다. 이렇게 많은 동물들이 동원되었지만, 운반 속도는 걷는 빠르기 정도였다. 이렇게 느린 속도와 조작 기술·훈련·전술의 부재로 인해 파이크 앤 샷 부대가 유럽의 전장을 여전히 지배하고 있었다.
기술의 혁신이 계속되고, 그 중에서도 독일에서 발명된 박격포는 포신이 두껍고 짧은 대포로, 위쪽으로 가파른 각도로 포탄을 발사했다. 박격포는 성벽과 다른 장애물들을 넘어 공격할 수 있었기 때문에 공성에 매우 유용했다.

### 20세기와 21세기

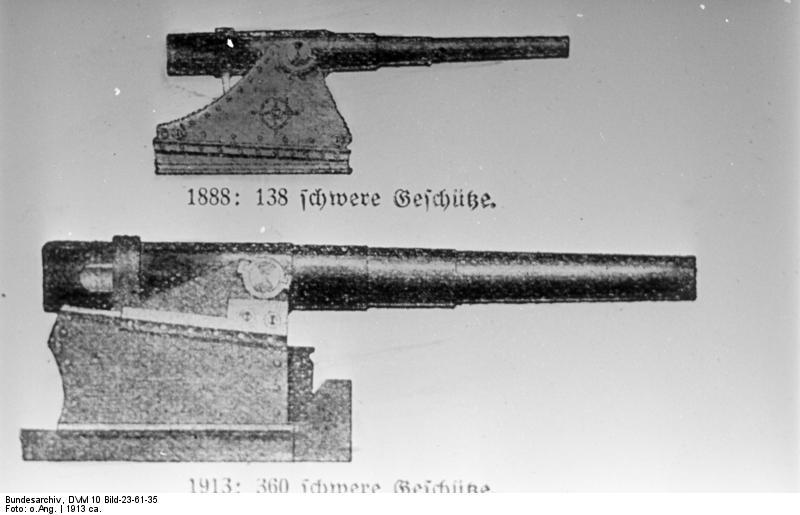
1888년과 1913년에 각각 만들어진 독일 캐넌들의 비교.

20세기와 21세기의 캐넌은 여러 하위 범주들로 분할되었고, 각기 명명되었다. 널리 사용되는 현대의 캐넌으로는 곡사포, 박격포, 대포, 기관포가 있으며, 극도로 거대한 슈퍼건도 제작되었다. 핵전술 자주포는 실험되긴 했지만, 비현실적이라서 폐기되었다. 현대의 대포는 그 형태에 따라 다양한 역할로 사용되고 있다. 북대서양 조약 기구에 따르면 대포의 주 용도는 화력을 지원하는 것인데, 보다 구체적으로는 다음과 같다. 〈적을 파괴하거나, 제압하거나, 진압하기 위해 군의 작전과 공동 작용할 수 있는 화력의 이용〉.
보통 〈캐넌〉과 〈건〉이라는 용어가 올바르지 않게 사용되는 경우가 있다. 군사적으로, 건이라는 것은 높은 포구 속력과 비교적 평평한 궤도를 가지고 있는 대포를 가리키는 용어이고, 낮은 포구 속력과 빙 굴러가는 궤도를 가지고 있는 곡사포나 박격포 같은 대포들과는 다르다.

#### 대포

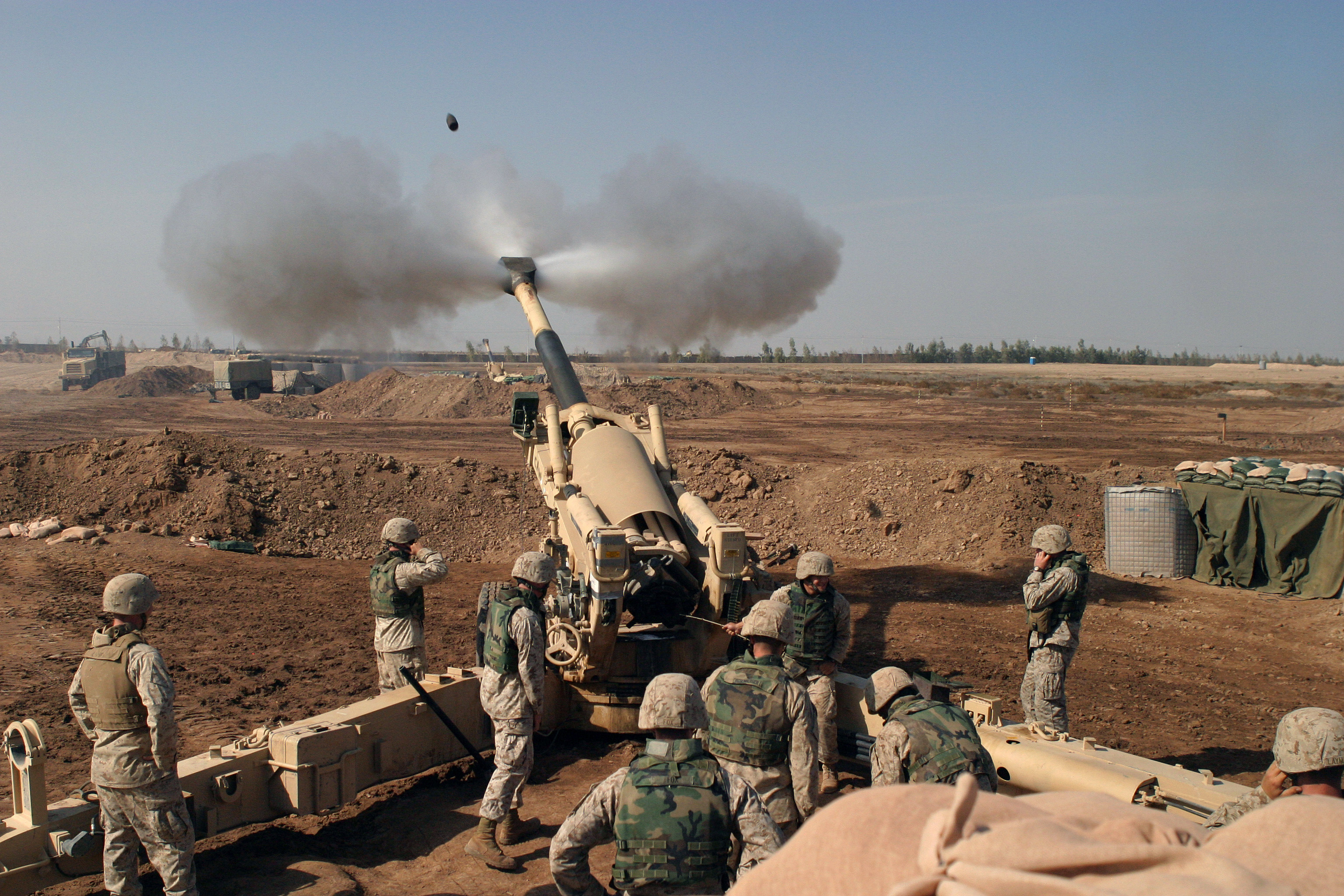
M198 곡사포를 발사하는 미 해병대.

20세기 초기, 개인 화기가 보다 강력하고 정확해졌고, 이에 따라 대부분의 대포들은 전선에서 배제되었다. 간접 조준 사격으로의 전환에도 불구하고, 캐넌은 전체 사상 원인의 75%를 차지하면서 제2차 세계 대전 동안의 고효율성을 여전히 증명하고 있다. 제1차 세계 대전의 처음 몇 달 이후, 참호전 습격에서는 곡사포가 가파른 각도로 발사할 수 있어서 참호 안의 목표물을 맞히기에 총보다 적합했다. 더욱이, 곡사포의 포탄은 총의 탄피보다 더 많은 양의 폭발물을 넣을 수 있었기 때문에 곡사포의 수요가 크게 증가했다. 독일군은 프랑스군보다 많은 곡사포를 가지고 있었기에 전쟁 초기에 강점이 있었다. 또한 1차대전 중에는 사상 최장 사거리를 지닌 거대한 열차포인 파리 대포도 사용되었다. 200mm(8인치) 구경의 이 거대한 대포는 독일군이 파리를 포격하는 데 사용했으며, 122 km 밖에 있는 표적을 맞힐 수 있었다.

#### 기관포
기관포는 기관총과 유사한 자동 발사 방식을 가지고 있다. 기계적으로 탄환을 장전하는 메커니즘이 있어, 아틸러리보다 발사의 속도가 빠르며, ―개틀링 건의 경우, 놀라울 만큼―기관총보다 접근성이 좋다. 기관포에는 기관총보다 보통 구경이 크지만, 최소 구경이 따로 없다. 기관포의 구경은 2차대전 이래로 전통적으로 20mm 또는 그 이상이다.
대부분의 국가는 이 속사 가능한 캐넌을 경수송수단에 사용함으로 강력하지만 무거운 전차포를 대체했다. 전형적인 기관포는 LAV-25와 M2 브래들리 장갑차에 장착된 25mm "부시마스터" 체인건이다.

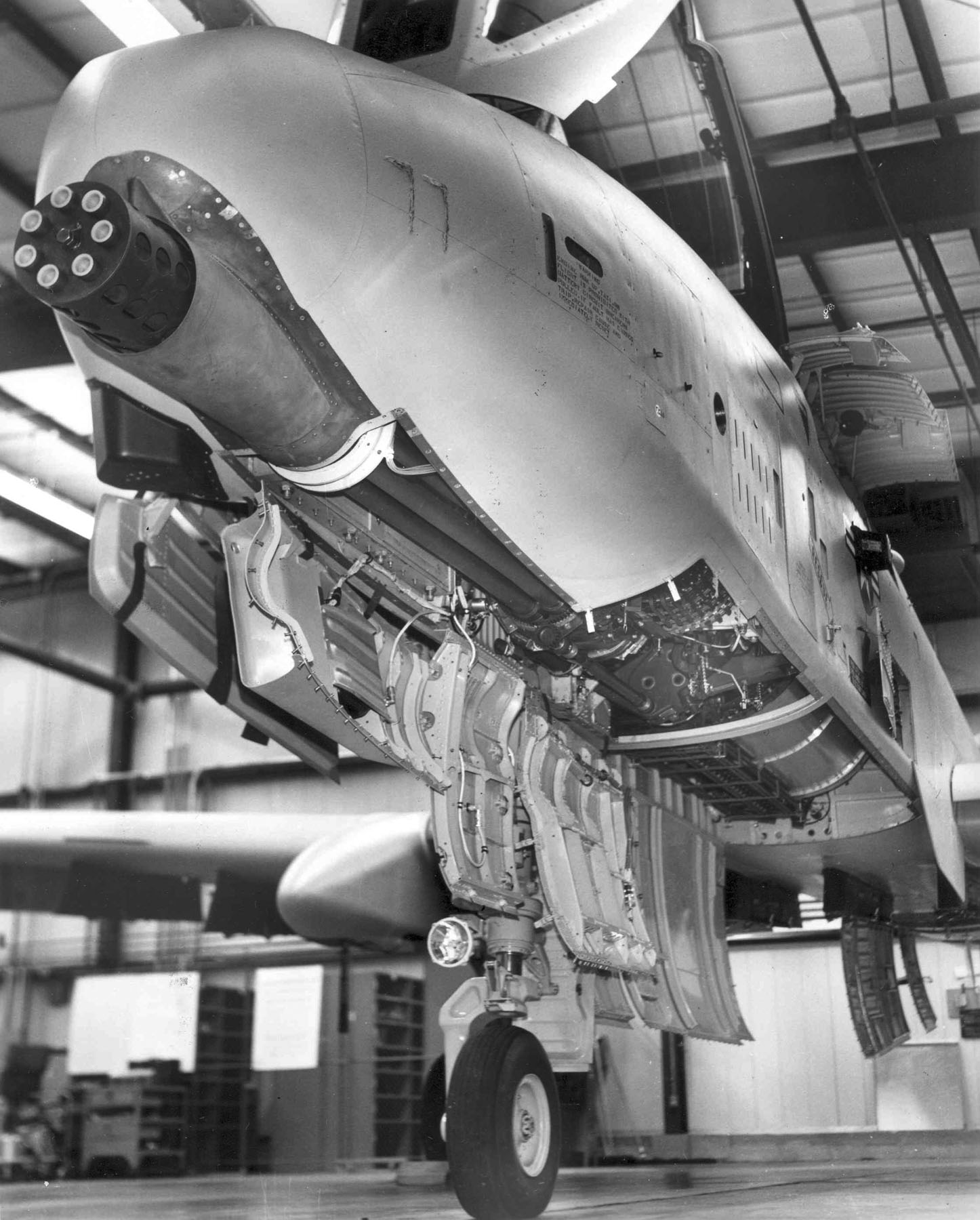
A-10 썬더볼트 II에 장착된 GAU-8/A 어밴저 기관포.

## 가짜 캐넌
틀:페이크 대포
역사적으로 볼 때, 적군이 아군의 군사 배치를 오도하게 만들기 위해서 통나무나 장대로 캐넌을 흉내내는 경우가 있었다. 〈페이커 대포 속임수〉는 미국 독립 전쟁 당시 윌리엄 워싱턴 대령의 대륙군이 사용한 방법이다. 1780년, 100명 가량의 왕당군이 〈대포에 맞는 것〉보다 대륙군에 투항하기를 선택했다. 페이커 대포는 남북 전쟁 때도 남부동맹군이 화력의 단점을 보완하기 위해 사용했다. 이 가짜 캐넌은 북부군의 공격을 지연시키기 위해 사용되었으며, 가짜 포구 부분에 검은 칠을 해서 만들었다. 진짜 포가〔砲架〕 가 완벽한 가짜 대포에 사용되기도 했다.

## 음악에 사용된 캐넌
클래식 음악의 밀리터리 테마 부분에서 캐넌이 사용되기도 한다. 관현악에 캐넌을 최초로 사용한 작곡가는 주세페 사르티로 알려져 있다. 사르티의 《테데움》(Te Deum)은 러시아 군이 1789년에 오차코프에서 거둔 승리를 찬미하면서 음악의 호전적인 효과를 증대시키기 위해 진짜 캐넌을 발사하고 불꽃놀이를 한다.
캐넌을 사용한 가장 유명한 음악 중 하나는 러시아의 작곡가 표트르 일리치 차이콥스키의 《1812년 서곡》(1812 Overture)이다. 이 서곡에서 대포는 오케스트라와 동시에 사용되기 때문에, 연주자들은 귀마개를 해야 한다. 여기서 캐넌 발사는 나폴레옹 전쟁 당시 보로디노 전투에서 러시아 군의 포격을 상징하는 것이다. 서곡의 처음 연주 부분에, 캐넌은 지휘자가 전류를 이용해 발사했다. 하지만 1958년에 머큐리 레코드와 지휘자 안탈 도라티가 미네소타 오케스트라를 녹음할 때까지 이 노래를 녹음할 때 진짜 캐넌을 발사하지는 않았다. 또, 1974년에 보스턴 팝스의 아서 피들러가 시작한 뒤부터 매년 독립 기념일 때마다 전통적으로 《1812》를 연주하는데, 이때마다 캐넌을 발사한다..
하드 록 밴드 에이씨/디씨도 자신들의 노래 〈For Those About to Rock (We Salute You)〉에서 캐넌을 사용했다. 동명의 앨범도 앨범 커버에 캐넌을 피처링해 놓았다. 라이브 공연에서는 나폴레옹 캐넌의 모조품과 파이로테크닉스를 퍼포먼스에 사용한다.

## 주해
1. ↑  이 6개의 규격은 큰 것에서 작은 것 순서로: 캐넌, 그레이트 컬버린, 바스타드 컬버린, 컬버린, 팔콘, 팔코네트이다.
2. ↑  이 16개의 규격은 큰 것에서 작은 것 순서로: 캐넌 로얄, 캐넌, 캐넌 서퍼틴, 바스타드 캐넌, 데미캐넌, 페드로, 컬버린, 바실리스크, 데미컬버린, 바스타드 컬버린, 셰이커, 미니언, 팔콘, 팔코네트, 서퍼틴, 라비넷이다.